# Notocrypta feisthamelii
Notocrypta feisthamelii, bướm quỷ đốm, là một loài bướm ngày Indomalaya thuộc họ Bướm nhảy. Tên nó vinh danh nhà côn trùng học người Pháp Joachim François Philibert Feisthamel.
Các phân loài đã được đặt tên là:

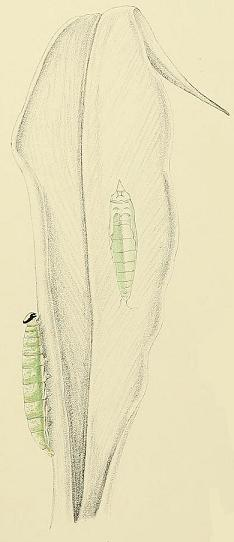
Ấu trùng

- N. f. rectifasciata Leech  Tây Trung Quốc
- N. f. alysos (Moore, [1866])  Himalaya đến Miến Điện, Thái Lan, Việt Nam, Lào, Langkawi, Malaysia, Vân Nam
- N. f. celebensis (Staudinger, 1889)  Sulawesi
- N. f. avattana Fruhstorfer, 1911  Java
- N. f. samyutta Fruhstorfer, 1911  Lombok
- N. f. alinkara Fruhstorfer, 1911  Philippines (Mindanao)
- N. f. padhana Fruhstorfer, 1911  Batjan

Ấu trùng ăn Costus, Maranta, chi Chuối, chi Sa nhân, chi Nghệ, tiểu đậu khấu, Hedychium, và Zingiber.

## Hình ảnh

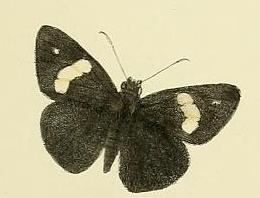
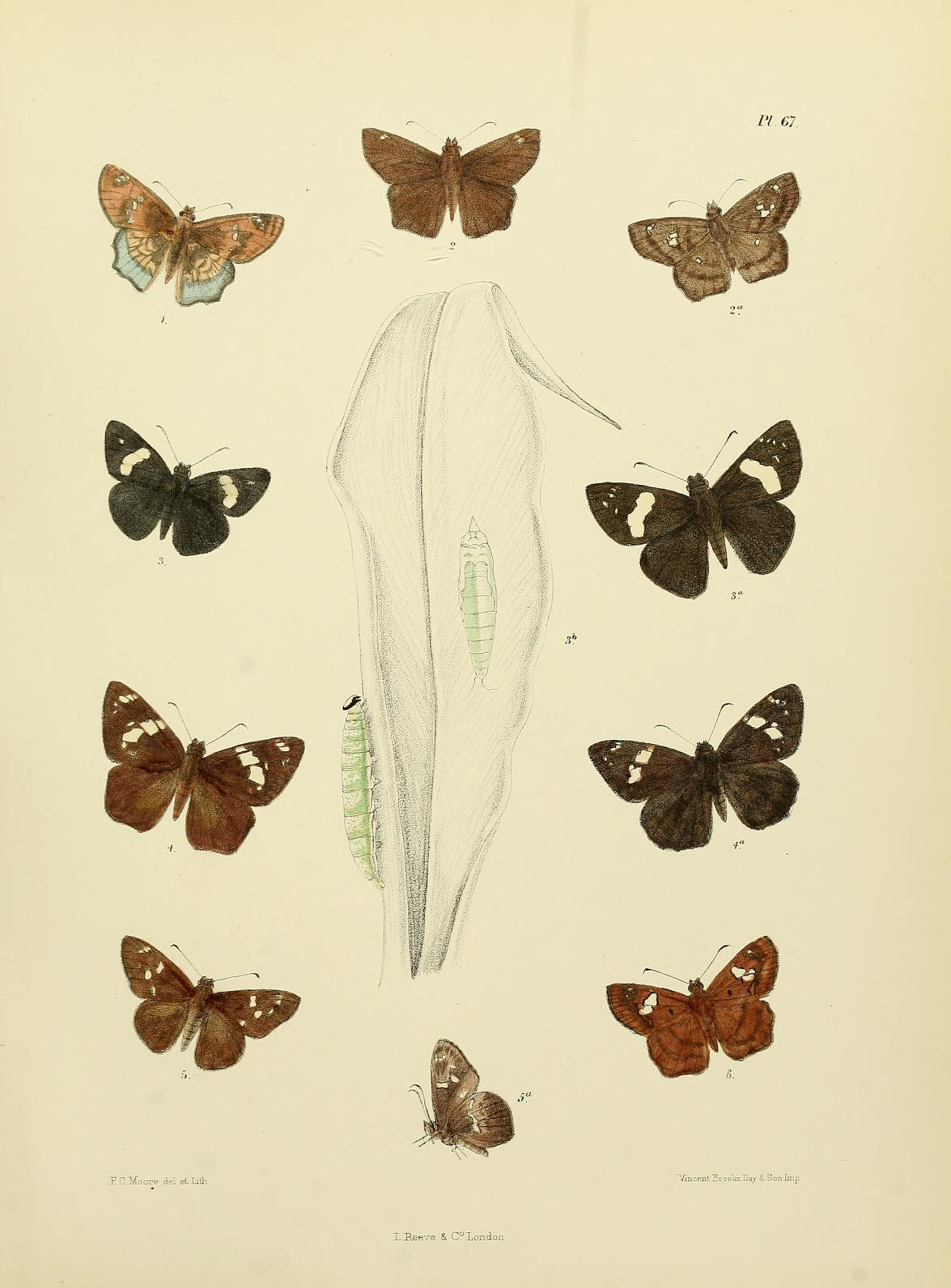